# بتلو، نیو ساوت ولز
بتلو (به انگلیسی: Batlow) یک شهرک در استرالیا است که در نیو ساوت ولز واقع شده‌است.